# Цаар, Карл
Карл Цаар (нем. Carl Zaar, 1849—1924) — немецкий архитектор.

## Биография
Ученик Юлиуса Карла Рашдорфа, учился в Берлинской академии.
После успешного завершения учёбы сотрудничал с искусствоведом Фердинандом Лутмером (во Франкфурте), архитектором Хубертом Стиром (в Ганновере), а также с берлинским бюро Энде и Бёкман, архитекторами Германом Энде и Вильгельмом Бёкманом.
С 1882 года стал работать самостоятельно. В 1882—1887 годах совместно с архитектором Иоганном Матиасом фон Холстом выполнил проекты ряда зданий, среди них Grand Hotel Alexanderplatz и Altstädter Hof на Кайзер Вильгельм штрассе.
Хольст прекратил партнёрство в 1887 году, Рудольф Вал стал его преемником. С ним Цаар работал в 1901—1910 годах, в Зоологическом саду в Берлине (административное здание, главный портал, подиум для оркестра и аквариум).
Преподавал в Берлинской строительной школе.

## Известные работы

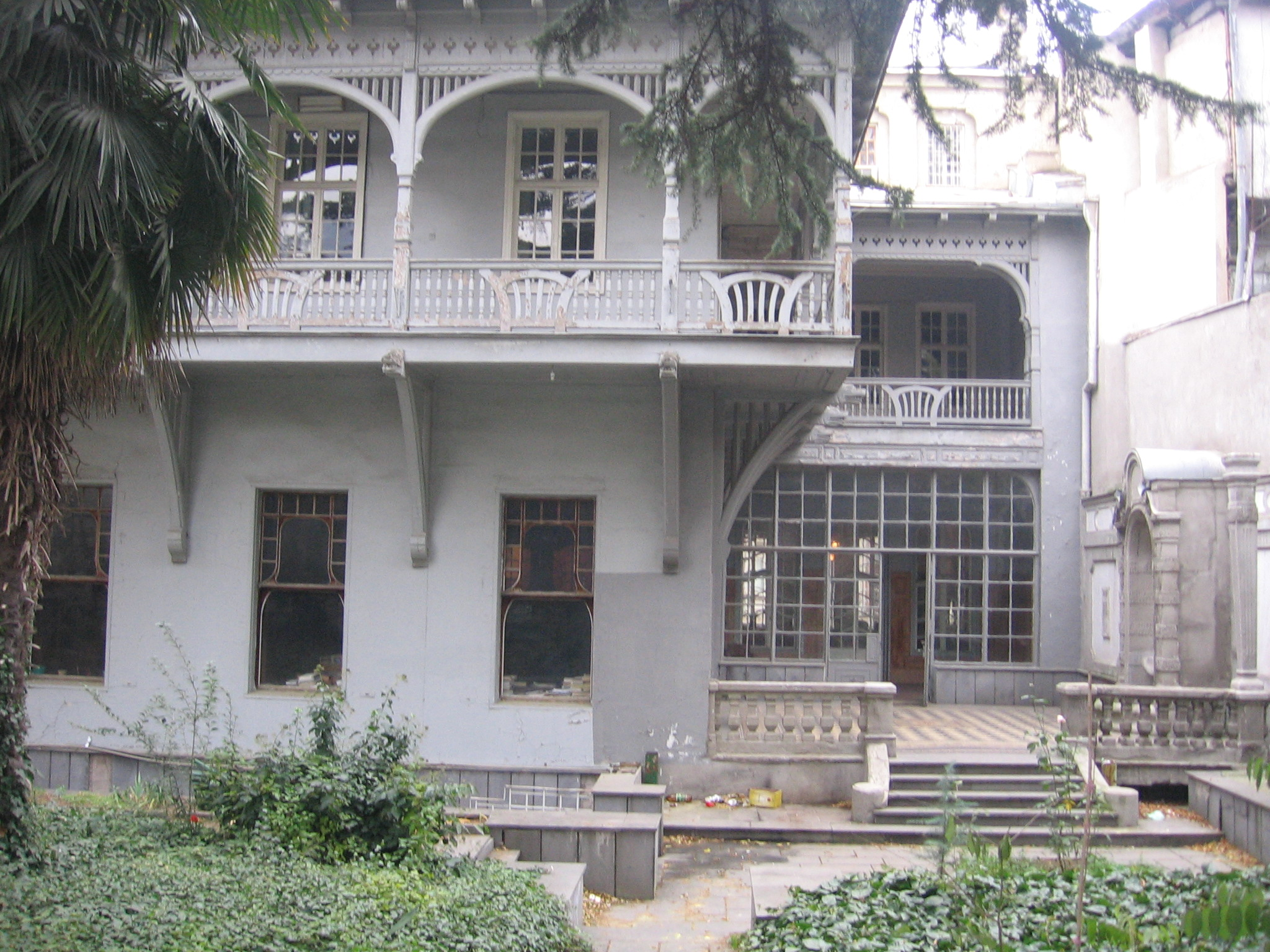
Дом писателей Грузии

- 1887—1888 — Ратуша в Ольденбурге (вместе с Матиасом фон Холстом, Карлом Францем Ноаком)
- 1896 — Конкурсный проект для Курхауса в Вестерланде на Зильте (вместе с Рудольфом Валем и Эмануэлем Хейманном, удостоен 2-й премии)
- 1902—1903 — Вестибюль часовни на кладбище Груневальд в Берлине (вместе с Рудольфом Валем)
- 1905 — Дом Сараджишвили в Тбилиси (ныне — Дом писателей Грузии)[1].
- 1908 — Евангелическая церковь в Эйхвальде